# 熱雷
熱雷（ねつらい、英語: Heat lightning）とは、地面が日射で強く熱せられ、大気下層が不安定となって雲が発達して生じる雷雨。降雨が激しく災害に繋がる大雨となったり、突風を伴ったりすることもある。
山岳では地形の影響で強制上昇が起き、平野部より熱雷が起こりやすい。条件により、山地のみに雷雨が起きたり、山地から平野へと雷雨の活動域が移っていったりする。日本では特に夏にみられ、高温・多湿の小笠原気団に覆われているときの雷の発生様式。
雷の成因分類にはほかに、寒冷前線に伴って発生する界雷（かいらい）、低気圧や台風、上空の寒冷渦などに伴って発生する渦雷（からい）がある。実際の天候では、熱雷でも界雷の性質を併せ持つ熱的界雷（あるいは熱界雷）になることが少なくない。上空に寒気が入ると雷雨は激しくなる。
熱雷や熱界雷が起こるような日は、高層天気図における寒気流入やその他の天気予報から知り得るほか、アウトドア活動では、朝から昼にかけて積雲が湧き出す時刻が早くなる、積雲の底の高さ（雲底）が低くなる、雲底下の空気の澄み具合が弱く靄がかかったように見えるなどの空の様子の変化も目安となる。